# Horace de Vere Cole
William Horace de Vere Cole (Condado de Cork, Irlanda; 5 de mayo de 1881 - París, Francia; 25 de febrero de 1936) fue un poeta irlandés conocido por ser un excéntrico bromista. 
Su broma más famosa fue llevada a cabo el 7 de febrero de 1910, y se le llamó el Engaño del Dreadnought, cuando Cole engañó a la Royal Navy para que le enseñase su buque insignia, el HMS Dreadnought, a una supuesta delegación de príncipes abisinios, que en realidad eran ingleses de clase alta disfrazados. El grupo fue recibido con toda la pompa de una visita de estado. El engaño captó la atención de la prensa de la época y puso de relieve la existencia del Círculo de Bloomsbury, además de dejar en ridículo a la Armada británica.

## Bromas

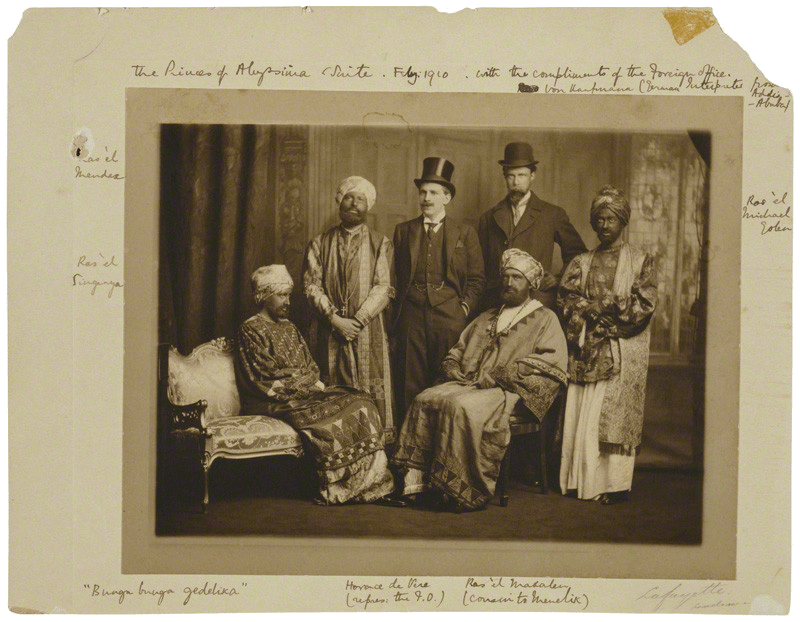
Los farsantes del Dreadnought con toda la parafernalia abisinia; de izquierda a derecha: Virginia Woolf (travestida y con barba), Duncan Grant, Horace de Vere Cole, Adrian Stephen, Antony Buxton y Guy Ridley.

Cole fue estudiante de la Universidad de Cambridge y un día junto a varios amigos se disfrazó, haciéndose pasar por el sultán de Zanzíbar, que se encontraba en Londres en ese momento, para visitar oficialmente su propia facultad.
Debido a su cabellera y bigote erizado, Cole fue confundido a menudo con el primer ministro británico Ramsay MacDonald, causando consternación entre el público cuando atacó políticamente al Partido Laborista. Su propia hermana Annie se casó con Neville Chamberlain. 
Después de la broma del Sultán de Zanzíbar, Cole realizó una serie de bromas dirigidas principalmente a autoridades. Sus blancos incluyeron miembros del parlamento, hombres de negocios y oficiales navales. En su luna de miel en Italia, en 1919, durante una noche colocó estiércol de caballo en toda la Plaza de San Marco de Venecia. Se sospecha que Cole también fue el responsable de la broma del Hombre de Piltdown.
William de Horace de Vere Cole murió en Honfleur el 25 de febrero de 1936, a los 54 años de edad.